# Frrrozen Haute Chocolate
Сандей «Frrrozen Haute Chocolate» — десерт из мороженого, созданный Стивеном Брюсом, владельцем нью-йоркского ресторана Serendipity 3 совместно с ювелирной фирмой Euphoria New York. Десерт, приготовленный из какао-бобов 28 редких сортов, стоит 25 000 долларов США и, фактически, на сегодняшний день является самым дорогим мороженым в мире. В 2007 году входил в первую десятку наиболее дорогих рождественских подарков, занимая 9-е место в рейтинге одного из самых знаменитых финансовых советников Джима Триппона, услугами которого пользуются самые богатые люди США. Согласно другому рейтингу входит в первую тройку самых дорогих десертов мира, занимая 3-е место после клубничного Strawberries Arnaud за 1,4 млн долл. США и платиновых пирожных за 130 000 долл. США.

## Ингредиенты
Десерт готовится из 5 граммов съедобного золота (23 карат) и подается в высоком бокале на ножке, который изнутри покрыт слоем съедобного золота. Сандей сверху украшен взбитыми сливками, покрытыми тончайшим слоем съедобного золота, поверх которого расположено несколько шоколадных конфет сорта «трюфель» La Madeline au Truffle стоимостью 250 долларов США каждая  или около 5000 долларов США за 1 кг.

## Сервировка
В основании бокала, в котором подается этот сандей, расположен золотой браслет (18 карат), украшенный бриллиантами весом 18 карат. К сандею подается золотая ложка, украшенная белыми и шоколадного цвета бриллиантами. Бокал и ложку клиент ресторана, который заказал этот десерт из мороженого, может взять с собой.
Для приготовления этого десерта требуется много времени, поэтому заказывают его заранее. Обычно такой десерт заказывают туристы из Европы или восточные шейхи.

## Другие десерты по рекордным ценам
До создания этого десерта самым дорогим десертом из мороженого считался сандей «Золотое изобилие», которое в 2007 году было зарегистрировано в Книге рекордов Гиннесса, как самый дорогой десерт из мороженого в мире. Сандей «Золотое изобилие» подаётся в том же ресторане и стоит 1000 долларов США.
Новый десерт — багел (бублик) со взбитыми сливками и ягодами годжи, украшенный желе и покрытый съедобным сусальным золотом, придумал шеф-повар Фрэнк Тужак из отеля The Westin New York, расположенного на Times Square. Стоимость бублика — 1000 долларов США. Деньги, вырученные от продажи этого бублика, будут потрачены на стипендии учащимся кулинарной школы.

## Фотографии мороженого-рекордсмена в Интернете
1. https://web.archive.org/web/20150813084641/http://www.trippon.com/images/christmas/Serendipity_Frrrozen_Haute_Chocolate.jpg